# 大澤基宿
大澤基宿（1567年—1642年2月24日），日本戰國時代至江戶時代初期的武將、旗本。父親是大澤基胤。母親是木寺宮。別名基宥。通稱兵部、真松齋。

## 生平
在永祿10年（1567年）出生，家中長男。永祿12年（1569年），父親左衛門佐基胤的居城堀江城被德川家康攻擊，在頑強抵抗後，接受勸告而臣服。
在小牧長久手之戰等戰事中從軍。天正16年（1588年）3月，敘任從五位下侍從、兵部大輔。慶長5年，在關原之戰後，被賜予遠江國敷知郡堀江村等6村，共1千5百5十石。慶長6年（1601年），昇進從四位下。慶長8年（1603年）2月12日，在家康的將軍宣下時，與公家二條康道相談儀式的事。此後，在朝鮮和琉球的使者謁見時，負責展示文書等。
慶長13年（1608年）12月24日，與吉良義彌一同就任高家職。慶長14年（1609年）9月23日，昇進右近衛少將。此後，昇進正四位下左近衛中將。慶長19年（1614年）6月28日，父親基胤死去。寬永9年（1632年）9月12日，把家督讓予長男基重並隱居。隱居後，自號真松齋。在寬永19年（1642年）1月25日於堀江死去。享年76歲。

## 子孫
有4男2女。另外有1個養子。長男基重繼承大澤家。次男基定成為公家持明院基久的養子。三男基成成為分家和旗本。四男基近成為分家和德川賴宣的家臣。其中1個女兒是山名豐政室。

## 人物
- 被認為以高家身份活動，是在職務上的「高家」開始。而江戶幕府開始使用「高家」的職名，是在元和、寬永期間。而擔任高家工作的原因，被認為是因為生母的家格（木寺宮是以後醍醐天皇的哥哥後二條天皇的兒子邦良親王為家祖的皇族）。

## 外部連結
- 武家家伝＿大沢氏（页面存档备份，存于）